# Gimnàstica artística als Jocs Mediterranis de 2018
La competició de gimnàstica artística dels Jocs del Mediterrani de 2018 de Tarragona es va celebrar entre el 23 i el 26 de juny al Pavelló Olímpic Municipal de Reus. La primera aparició d'aquest esport en els Jocs del Mediterrani va ser a Alexandria 1951 a Egipte.
La competició es va en categoria masculina i femenina repartint la competició en diverses Modalitats.

## Medaller per categoria
| Categoria                   | Or | Plata                                                                                          | Bronze                                                                                |
| Homes                       | |                                                                                                |                                                                                       |
| Concurs per equips          | Espanya · Nestor Abad · Thiemo Diallo · Nicolau Mir · Alberto Tallón · Rayderley Zapata                        | Turquia · Ümit Şamiloğlu · Ferhat Arıcan · İbrahim Çolak · Ahmet Önder · Sercan Demir          | França · Axel Augis · Loris Frasca · Julien Gobaux · Paul Degouy · Cyril Tommasone    |
| Concurs múltiple individual | Marios Georgiou                                                                                                | Julien Gobaux                                                                                  | Ahmet Önder                                                                           |
| Terra                       | Rayderley Zapata                                                                                               | Ahmet Önder                                                                                    | Rok Klavora                                                                           |
| Anelles                     | İbrahim Çolak                                                                                                  | Marco Lodadio                                                                                  | Ali Zahran                                                                            |
| Cavall amb arcs             | Cyril Tommasone                                                                                                | Robert Seligman                                                                                | Marios Georgiou                                                                       |
| Salt                        | Loris Frasca                                                                                                   | Ahmet Önder                                                                                    | Ferhat Arıcan                                                                         |
| Paral·leles                 | Ahmet Önder | Marios Georgiou                                                                                | Julien Gobaux                                                                         |
| Barra fixa                  | Marios Georgiou                                                                                                | Ümit Şamiloğlu                                                                                 | Néstor Abad                                                                           |
| Dones                       | |                                                                                                |                                                                                       |
| Concurs per equips          | Itàlia · Giada Grisetti · Caterina Cereghetti · Francesca Linari · Lara Mori · Martina Basile · Martina Maggio | França · Marine Boyer · Grace Charpy · Morgane Osyssek-Reimer · Sheyen Petit · Louise Vanhille | Espanya · Paula Raya · Helena Bonilla · Nora Fernández · Ana Pérez · Cintia Rodríguez |
| Concurs múltiple individual | Lara Mori | Louise Vanhille                                                                                | Ana Pérez                                                                             |
| Terra                       | Lara Mori | Göksu Üçtaş Şanlı                                                                              | Cintia Rodríguez                                                                      |
| Salt                        | Nancy Taman | Tjasa Kysselef                                                                                 | Teja Belak                                                                            |
| Paral·leles asimètriques    | Louise Vanhille                                                                                                | Paula Raya                                                                                     | Lucija Hribar                                                                         |
| Barra d'equilibri           | Marine Boyer                                                                                                   | Giada Grisetti                                                                                 | Louise Vanhille                                                                       |

## Medaller per país
| Posició | País      | Or | Plata | Bronze | Total |
| 1       | França    | 4  | 3     | 3      | 10    |
| 2       | Itàlia    | 3  | 2     | -      | 5     |
| 3       | Turquia   | 2  | 5     | 2      | 9     |
| 4       | Espanya   | 2  | 1     | 4      | 7     |
| 5       | Xipre     | 2  | 1     | 1      | 4     |
| 6       | Egipte    | 1  | -     | 1      | 2     |
| 7       | Eslovènia | -  | 1     | 3      | 4     |
| 8       | Croàcia   | -  | 1     | -      | 1     |
| Total   | Total     | 14 | 14    | 14     | 42    |